# جغرافيا الريف

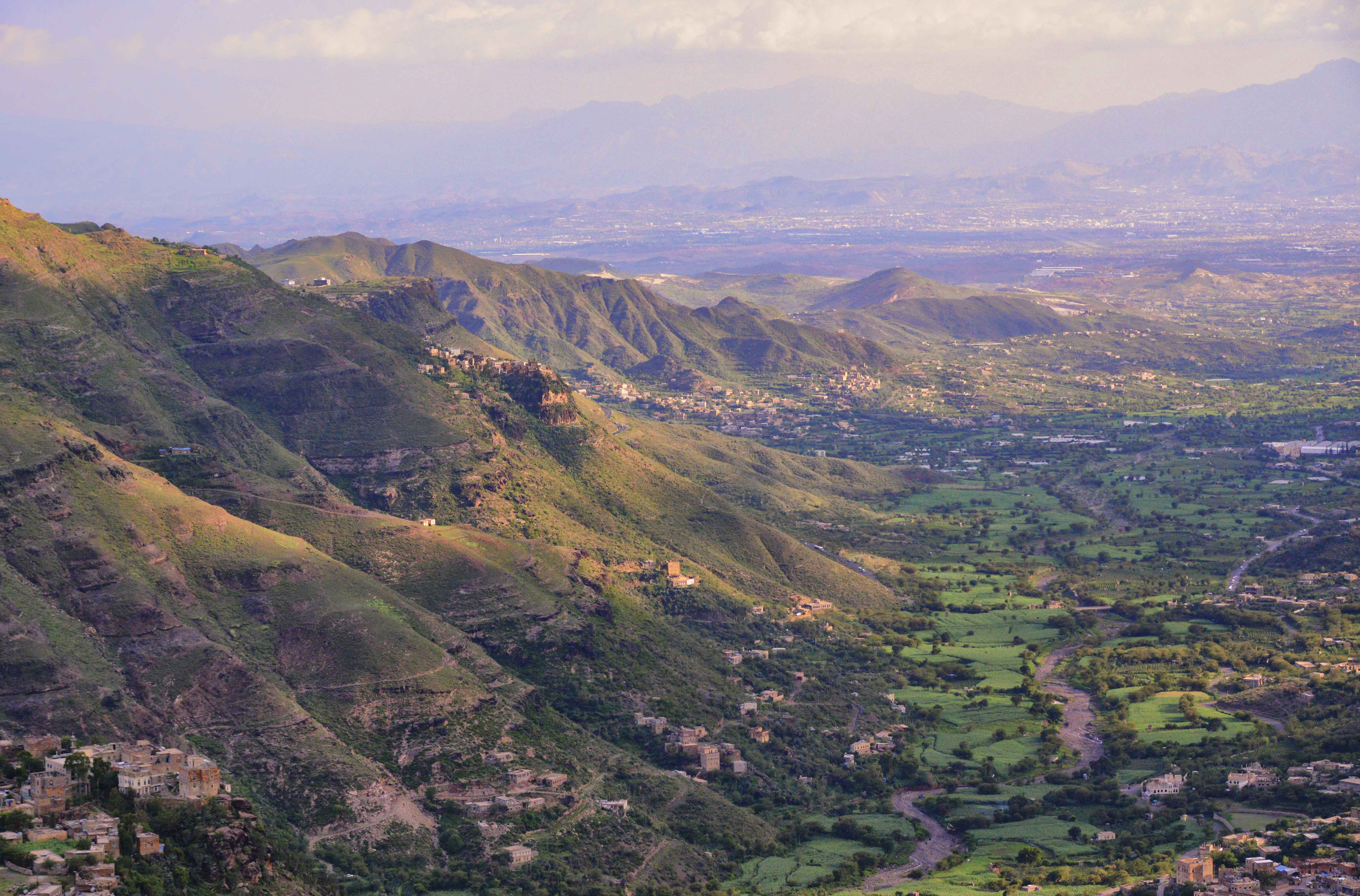
الريف

جغرافيا الريف أو الجغرافيا الريفية (بالإنجليزية: rural geography) وهي فرع من فروع الجغرافيا البشرية وتهتم بدراسة الريف وما عليه سكناً وسكاناً ونشاطاً (اى كل ما على سطح الريف)

## المجالات الرئيسية للبحث في جغرافيا الريف
- 1- النقص السكانى اسبابه ونتائجه[3]
- 2- تأثير نمو سكان الحضر على المناطق الريفية
- 3- انماط السياحة والاستجمام في المناطق الريفية
- 4- التغيرات البنائية في الزراعة ونتائجه الاجتماعية والديموغرافية

## مظاهر الحياة في الريف
- ازدياد العلاقات الاجتماعية في الريف وتكون وجهاً لوجه، أي علاقة الأواصر القوية التي تقوم على التعاون، والتكامل الدائم، والتفاهم المشترك، والإيثار، والاشتراك الكامل في كافة المناسبات الاجتماعية.
- تميز المجتمع الريفي بعمله في الزراعة، فغالباً الفلاحون في الريف يعملون في كلّ نواحي الإنتاج الزراعي، ويجيدون المهام المكملة للعمل الزراعي، مثل قطع الأخشاب، وإصلاح الجسور، وأدوات الزراعة.
- تجانس المجتمع الريفي في المهنة الواحدة والذي يميزه عن المجتمعات الأخرى المتعددة المهن.
- بساطة حياة الريف البعيدة عن التعقيد كما في المدن؛ نظراً لبساطة الأعمال التي يقوم الناس بها والأهداف البسيطة التي يعملون لتحقيقها.
- قوة الضبط الاجتماعي غير الرسمي، فالمجتمع الريفي يتميز بقوة الضبط المتمثلة في العادات والتقاليد والأعراف، فالريفيون يعيشون حياتهم متأثرين بالقواعد السلوكية غير الرسمية.

## مظاهر الزراعة في الريف

### الفلاحة التقليدية
تتميز الفلاحة التقليدية في اعتمادها على الطرق العمل التقليدية، حيث كان يقتصر إنتاجها على الاستهلاك الذاتي فقط، حيث كانت تعرف بالفلاحة المعاشية، ويوجد هذا النوع من الفلاحة في بلدان العالم الثالث خاصة المناطق التي تشكو سوء الظروف الطبيعية ومنها:
- المناطق الآسيوية التي تتميز بكثرة الأمطار فيها، وتنتشر فيها التربة المغسولة.
- المناطق الجافة التي تقل فيها الأمطار وتشتد الحرارة وتربتها قرمدية.
- المناطق الباردة المتميزة بكثرة الثلوج فيها.
- المرتفعات الجبلية التي تتميز سفوحها شديدة الانحدار وتتفاقم فيها التعرية.

### زراعة الأرض
تزرع قطعة من الأرض في الموسم الزراعي، وتترك لتصبح بوراً في الموسم القادم، وتزرع قطعة أخرى من الأرض كانت بوراً في الموسم السابق.

### الزراعة الشاسعة
هي الزراعة التي تمتد على مساحات كبرى وتتميز بمردود ضعيف وإنتاجية ضعيفة وإنتاج غير كافٍ، عادةً ما يستهلك الفلاح كل ما ينتجه دون أن يتمكن من تسويق منتجاته وتحقيق اكتفائه الذاتي.

### تربية الماشية الشاسعة
تحتل تربية المواشي في الريف مساحات كبرى، وتتميز بضعف المردود وقلة الإنتاج، على الرغم من ارتفاع عدد المواشي.
- 5- التخطيط الريفى[4]

## أسس الفصل بين الريف والحضر
- الاساس السكانى:[5] وهو من ابسط الاسس التي يمكننا بها ان نفصل بين الريف والحضر فنجد ان الكثافة السكانية في الحضر تفوق الكثافة السكانية في الريف وهذا واضح تماما ويمكن لاى شخص ان يفرق بين الريف والحضر (القرية والمدينة) من خلال السكان، ولكن مشكلة هذا الاساس هو عدم وجود اتفاقية لحدود الفصل فنجد ان في النروج تصل إلى 200 نسمة ما يعلو فهو حضر وما ينقص فهو ريف وايضا في اليابان تصل إلى 50 الف نسمة
- الاساس الادارى: عمدت بعض الدول في التفريق بين الحضر والريف إلى المكانة والوظيفة، ففى المملكة المتحدة تاخد المحلة طابع الحضرية بعد الحصول على موافقة حكومية
- الاساس الاجتماعى: ويستند على هذا الاساس طبيعة الحياة في كلا من الريف والحضر فنجد ان هناك اختلاف واضح وكبير بين نظام الحياة في القرية والمدينة ففى الريف نجد قوة الروابط الاجتماعية وقوة العقيدة والتجانس الطبقى، وايضاً هناك حراكاً مكانيا واجتماعيا اقل في الريف عنه في المدينة
- اساس استخدام الأرض: إذا نظرنا إلى استخدام الأرض في القرية والمدينة فسوف نجد ان هناك اختلافا كبير ففى الريف نجد ان معظم استخدام الارض يكون للزراعة وجزء منها يكون للسكن، اما في المدينة فنجد ان الاستخدام الأكثر للارض وهو السكن وبناء العقارات والمحلات التجارية والانشطة التجارية

## انماط المحلات الريفية
ان المستوطنات الريفية ذات احجام ثلاثة تتمثل في:
- المبانى المنعزلة: وهي مزارع بها بنايات متباعدة عن بعضها يرغب سكانها في العيش فوق ارضيهم وليس في قرى بعيدة ينتقلون منها إلى مزراعهم كل يوم
- العزب: وهي أيضا توجد في مناطق بعيدة حيث يتشتت توزيع السكان بها وهي تتكون من مزرعة أو مزرعتين أو مساكن وربما دار للعبادة ومحل تجارى ومكتب بريد
- القرى: وهي أكبر الاحجام الريفية وهي النمط السائد في العمران الريفى في معظم دول العالم ومكوناتها من المساكن والمزارع والمبانى العامة ودور العبادة ومجلس القرية [6][7]